# ويلي راسيل
ويلي راسيل (بالإنجليزية: Willy Russell) (و. 1947  م) هو ملحن، وكاتب سيناريو، وكاتب، ومؤلف بريطاني.

## التعليم
تعلم في جامعة ليفربول هوب.

## جوائز وترشيحات
حصل على جوائز منها:
جوائز
- جائزة لورنس أوليفيه

ترشيحات
- جائزة الأوسكار لأفضل كتابة

ترشح لـ:
جائزة الأوسكار لأفضل كتابة "سيناريو مقتبس"، عن عمل: Educating Rita (film) ‏.

## وصلات خارجية
- ويلي راسيل على موقع IMDb (الإنجليزية)
- ويلي راسيل على موقع ميوزك برينز (الإنجليزية)
- ويلي راسيل على موقع أول موفي (الإنجليزية)
- ويلي راسيل على موقع قاعدة بيانات برودواي على الإنترنت (الإنجليزية)
- ويلي راسيل على موقع قاعدة بيانات الأفلام السويدية (السويدية)
- ويلي راسيل على موقع ديسكوغز (الإنجليزية)
- ويلي راسيل على موقع قاعدة بيانات الفيلم (الإنجليزية)